# Associazione Calcio Padova 1948-1949
Questa pagina raccoglie i dati riguardanti l'Associazione Calcio Padova nelle competizioni ufficiali della stagione 1948-1949.

## Stagione
Il Padova fa il suo ritorno in Serie A, da cui era assente da 14 anni ovvero dal 1933-1934. A conclusione del torneo si classifica all'undicesimo posto con 36 punti, gli stessi del Palermo.

## Rosa
| N. |                     | Ruolo | Calciatore        |
| -- | ------------------- | ----- | ----------------- |
|    | Italia (bandiera)   | P     | Albano Luisetto   |
|    | Italia (bandiera)   | P     | Enzo Romano       |
|    | Italia (bandiera)   | D     | Silvio Arrighini  |
|    | Italia (bandiera)   | D     | Sergio Ballarin   |
|    | Italia (bandiera)   | D     | Gastone Celio     |
|    | Svizzera (bandiera) | D     | Philippe Fuchs    |
|    | Italia (bandiera)   | D     | Gianfranco Ganzer |
|    | Italia (bandiera)   | D     | Elvio Matè        |
|    | Italia (bandiera)   | D     | Guido Quadri      |
|    | Italia (bandiera)   | D     | Plinio Rolle      |
|    | Italia (bandiera)   | D     | Pietro Sforzin    |
|    | Italia (bandiera)   | D     | Gastone Zanon     |

| N. |                        | Ruolo | Calciatore             |
| -- | ---------------------- | ----- | ---------------------- |
|    | Inghilterra (bandiera) | A     | Charles Norman Adcock  |
|    | Jugoslavia (bandiera)  | A     | Aleksandar Arangelovic |
|    | Italia (bandiera)      | A     | Eros Beraldo           |
|    | Italia (bandiera)      | A     | Celestino Celio        |
|    | Italia (bandiera)      | A     | Aldo Checchetti        |
|    | Italia (bandiera)      | A     | Amedeo Degli Esposti   |
|    | Italia (bandiera)      | A     | Pietro Fiore           |
|    | Italia (bandiera)      | A     | Franco Grillone        |
|    | Italia (bandiera)      | A     | Carlo Matteucci        |
|    | Italia (bandiera)      | A     | Bruno Novello          |
|    | Italia (bandiera)      | A     | Giancarlo Vitali       |

## Risultati

### Serie A

#### Girone di andata
| Arbitro: | Gamba (Napoli) |

|                                                                    |           |            |
| Dalla Torre 25’, 59’ Formentin 49’, 70’ Verdeal 78’, 86’ Mazza 87’ | Marcatori | 66’ Adcock |

| Arbitro: | Bertolio (Torino) |

|                 |           |  |
| Vitali 74’, 80’ | Marcatori |  |

| Arbitro: | Pera (Firenze) |

|                       |           |  |
| Celio 75’ Novello 89’ | Marcatori |  |

| Arbitro: | Scotto (Savona) |

|                      |           |            |
| Piola 53’ (rig.) 60’ | Marcatori | 57’ Vitali |

| Arbitro: | Cicardi (Lecco) |

|  |           |                                 |
|  | Marcatori | 35’ (rig.) Arrighini 48’ Vitali |

| Arbitro: | Vannini (Bologna) |

|                 |           |  |
| Quadri 61’, 77’ | Marcatori |  |

| Arbitro: | Zilli (Reggio Emilia) |

|                             |           |            |
| Ossola 73’, 83’ Mazzola 77’ | Marcatori | 41’ Adcock |

| Arbitro: | Valsecchi (Milano) |

|                                    |           |  |
| Quadri 32’ Grillone 37’ Adcock 58’ | Marcatori |  |

| Arbitro: | Pieri (Trieste) |

|            |           |                |
| Adcock 56’ | Marcatori | 26’ Antoniotti |

| Arbitro: | Savio (Torino) |

|                    |           |                              |
| Stradella 37’, 70’ | Marcatori | 83’ Adcock 86’ Degli Esposti |

| Arbitro: | Bertolio (Torino) |

|  |           |          |
|  | Marcatori | 66’ Tóth |

| Genova 28 novembre 1948 12ª giornata | Sampdoria        | 0 – 0 | Padova | Stadio Luigi Ferraris\| Arbitro: \| Carpani (Milano) \| |
| Arbitro:                             | Carpani (Milano) |       |        |                                                         |

| Arbitro: | Gamba (Napoli) |

|            |           |                                                           |
| Adcock 73’ | Marcatori | 21’ Santagostino 45’ De Gregori 69’ Carapellese 77’ Sloan |

| Arbitro: | Marchetti (Milano) |

|  |           |                   |
|  | Marcatori | 51’, 78’ Grillone |

| Arbitro: | Boffardi (Genova) |

|              |           |  |
| Giorgino 32’ | Marcatori |  |

| Padova 19 dicembre 1948 16ª giornata | Padova             | 0 – 0 | Triestina | Stadio Silvio Appiani\| Arbitro: \| Canavesio (Torino) \| |
| Arbitro:                             | Canavesio (Torino) |       |           |                                                           |

| Arbitro: | Pera (Firenze) |

|             |           |           |
| Fiorini 26’ | Marcatori | 32’ Fiore |

| Arbitro: | Marchetti (Milano) |

|                  |           |  |
| Zanon 26’ (aut.) | Marcatori |  |

| Arbitro: | Massai (Pisa) |

|                                                                   |           |                |
| Caprile 17’ Cergoli 22’ Jordan 25’, 39’ Muccinelli 52’ Hansen 58’ | Marcatori | 66’ Checchetti |

#### Girone di ritorno
| Padova 9 gennaio 1949 20ª giornata | Padova             | 0 – 0 | Genoa | Stadio Silvio Appiani\| Arbitro: \| Bernardi (Bologna) \| |
| Arbitro:                           | Bernardi (Bologna) |       |       |                                                           |

| Arbitro: | Canavesio (Torino) |

|          |           |             |
| Penzo 5’ | Marcatori | 8’ Grillone |

| Bologna 23 gennaio 1949 22ª giornata | Bologna           | 0 – 0 | Padova | Stadio Comunale\| Arbitro: \| Bertolio (Torino) \| |
| Arbitro:                             | Bertolio (Torino) |       |        |                                                    |

| Arbitro: | Galeati (Bologna) |

|                                |           |                                  |
| Adcock 63’ Checchetti 69’, 72’ | Marcatori | 30’ Ferraris II 79’ (rig.) Piola |

| Padova 6 febbraio 1949 24ª giornata | Padova           | 0 – 0 | Modena | Stadio Silvio Appiani\| Arbitro: \| Carpani (Milano) \| |
| Arbitro:                            | Carpani (Milano) |       |        |                                                         |

| Firenze 13 febbraio 1949 25ª giornata | Fiorentina      | 0 – 0 | Padova | Stadio Comunale\| Arbitro: \| Cappucci (Roma) \| |
| Arbitro:                              | Cappucci (Roma) |       |        |                                                  |

| Arbitro: | Gemini (Roma) |

|                                          |           |                                              |
| Checchetti 22’, 26’ Vitali 45’ Fiore 52’ | Marcatori | 36’ Ossola 39’ Castigliano 71’, 77’ Menti II |

| Arbitro: | Orlandini (Roma) |

|  |           |                |
|  | Marcatori | 29’ Checchetti |

| Arbitro: | Canavesio (Torino) |

|                               |           |  |
| Bertoloni 21’ Oldani 46’, 62’ | Marcatori |  |

| Arbitro: | Silvano (Torino) |

|                    |           |              |
| Checchetti 5’, 40’ | Marcatori | 56’ Conti II |

| Arbitro: | Marchetti (Milano) |

|                                    |           |  |
| Bacci 17’, 45’ Magni 70’ Conti 87’ | Marcatori |  |

| Arbitro: | Longagnani (Modena) |

|                |           |                                    |
| Checchetti 65’ | Marcatori | 70’ Baldini 72’ Rebuzzi II 85’ Gei |

| Arbitro: | Savio (Torino) |

|                  |           |  |
| Nordahl 53’, 76’ | Marcatori |  |

| Arbitro: | Massai (Pisa) |

|                              |           |  |
| Ferri 17’ (aut.) Novello 73’ | Marcatori |  |

| Arbitro: | Cicardi (Lecco) |

|                      |           |  |
| Arrighini 81’ (rig.) | Marcatori |  |

| Arbitro: | Carpani (Milano) |

|                                                                               |           |              |
| Ispiro 22’, 46’, 51’ Blason 40’ Ispiro 61’, 72’ Rossetti 63’, 74’ Carraro 90’ | Marcatori | 21’ Grillone |

| Arbitro: | Orlandini (Roma) |

|                |           |                                 |
| Checchetti 56’ | Marcatori | 3’ Lorenzi 16’ (rig.) 88’ Nyers |

| Arbitro: | Tibaldi (Savona) |

|                               |           |                                     |
| Checchetti 7’, 52’ Vitali 79’ | Marcatori | 21’ Marzani 58’ Chawko 70’ Di Bella |

| Arbitro: | Valsecchi (Milano) |

|                                                |           |  |
| Beraldo 3’ Checchetti 12’ Arrighini 79’ (rig.) | Marcatori |  |

## Statistiche

### Statistiche di squadra
| Competizione | Punti | In casa | In casa | In casa | In casa | In casa | In casa | In trasferta | In trasferta | In trasferta | In trasferta | In trasferta | In trasferta | Totale | Totale | Totale | Totale | Totale | Totale | DR  |
| Competizione | Punti | G       | V       | N       | P       | Gf      | Gs      | G            | V            | N            | P            | Gf           | Gs           | G      | V      | N      | P      | Gf     | Gs     | DR  |
| ------------ | ----- | ------- | ------- | ------- | ------- | ------- | ------- | ------------ | ------------ | ------------ | ------------ | ------------ | ------------ | ------ | ------ | ------ | ------ | ------ | ------ | --- |
| Serie A      | 36    | 19      | 9       | 6       | 4       | 31      | 22      | 19           | 3            | 6            | 10           | 14           | 42           | 38     | 12     | 12     | 14     | 45     | 64     | -19 |

### Statistiche dei giocatori
| Giocatore        | Serie A  | Serie A |
| Giocatore        | Presenze | Reti    |
| ---------------- | -------- | ------- |
| A. Luisetto      | 24       | -36     |
| E. Romano        | 14       | -28     |
| S. Arrighini     | 38       | 3       |
| G. Ballarin      | 1        | 0       |
| G. Celio (II)    | 1        | 0       |
| P. Fuchs         | 9        | 0       |
| G. Ganzer        | 2        | 0       |
| E. Matè          | 33       | 0       |
| G. Quadri        | 35       | 3       |
| P. Rolle         | 19       | 0       |
| P. Sforzin       | 34       | 0       |
| G. Zanon         | 33       | 0       |
| C.N. Adcock      | 23       | 7       |
| A. Arangelovic   | 1        | 0       |
| E. Beraldo       | 2        | 1       |
| C. Celio (I)     | 34       | 1       |
| A. Checchetti    | 24       | 13      |
| A. Degli Esposti | 6        | 1       |
| P. Fiore         | 10       | 2       |
| F. Grillone      | 25       | 5       |
| C. Matteucci     | 1        | 0       |
| B. Novello       | 21       | 2       |
| G. Vitali        | 28       | 6       |